# Cyrtowithius tumuliferus
Cyrtowithius tumuliferus är en spindeldjursart som först beskrevs av Albert Tullgren 1908.  Cyrtowithius tumuliferus ingår i släktet Cyrtowithius och familjen Withiidae. Inga underarter finns listade i Catalogue of Life.